# Сусол (річка)
Сусол — річка в Ростовській області, права притока річки Грушівка, яка є притокою річки Тузлов (басейн Дона).